# Joseph Delavallade
Joseph Delavallade, né le 19 mars 1792 à Banize (Creuse), mort le 10 avril 1880 à Aubusson (Creuse), est un médecin et un homme politique français.

## Biographie
Médecin à Aubusson, Delavallade est élu le 13 mai 1849 représentant de la Creuse à l'Assemblée législative, le 5e sur 6, par 14 143 voix sur 39 471 votants et 73 014 inscrits. Siégeant à la Montagne, il s'oppose à la politique du Prince-Président et de la majorité conservatrice du Parti de l'Ordre, votant contre l'expédition de Rome, la loi Falloux-Parein sur l'enseignement ou la loi du 31 mai 1850 qui restreint le suffrage universel.
Après le coup d'État du 2 décembre 1851, il abandonne la carrière politique et rentre à Aubusson, où il reprend ses activités de médecin.

## Sources
- « Joseph Delavallade », dans Adolphe Robert et Gaston Cougny, Dictionnaire des parlementaires français, Edgar Bourloton, 1889-1891 [détail de l’édition]